# Kentrosaurus
A Kentrosaurus (jelentése 'hegyes gyík', az ógörög κεντρον / kentron, 'hegy' vagy 'tövis' és σαυρος / szaürosz 'gyík' szavak összetételéből) a stegosaurida dinoszauruszok egyik neme, amely a késő jura korban élt Tanzániában, és a jóval ismertebb észak-amerikai Stegosaurus rokonságába tartozott. Fosszíliáit a Tendaguru-formációban találták meg, ami a kimmeridge-i korszakban keletkezett, 155,7 ± 4 – 150,8 ± 4 évvel ezelőtt.
Erről a 4,5 méter hosszú stegosaurusról Edwin Hennig készített leírást 1915-ben. A Stegosaurushoz hasonlóan a Kentrosaurus gerince mentén is két sor lemez futott végig. A két nem mérete, páncéllemezeik formája és a testük rugalmassága azonban eltérő. A csontos lemezek a gerinc közepe táján levő tüskékhez vezettek. Az oldalain szintén tüskék helyezkedtek el.
A késő kréta kori ceratopsida dinoszaurusz, a Centrosaurus neve ugyanabból az ógörög szóból származik, de a kezdőbetűjét 'C'-re cserélték.

## Felfedezés és fajok
Az 1909–1912-es kelet-afrikai német expedíció több új dinoszaurusznemet fedezett fel, melyek közül a Kentrosaurus volt az egyik legfontosabb, mivel Tanzánián kívül, a Sziklás-hegység keleti részén levő Morrison-formációban is megtalálható.
Az expedíció három őslénykutatója közül Edwin Hennig volt az első, aki 1915-ben leírást készített a Kentrosaurusról. Bár teljes példányok nem kerültek elő, egyes részekre összekapcsolódva találtak rá, köztük egy majdnem teljes farokra, egy csípőre, több hátcsigolyára és az egyik példány lábának néhány darabjára. Ezek a darabok képezik a Berlini Egyetem Humboldt Múzeumában levő, Werner Janensch által felállított csontváz fő részeit. A csontvázat a múzeum 2006–2007-es felújításakor szétbontották, majd a Research Casting International korrigált testhelyzetben újra összeállította. Más részekről, köztük egy agykoponyáról és egy gerincről azt gondolták, hogy elvesztek vagy megsemmisültek a második világháború során. Az állítólag elveszett koponya darabok azonban később előkerültek egy alagsori szekrény fiókjából.
A Kentrosaurus típusfaja a K. aethiopicus. Jelenleg ez az egyetlen ismert faj. Azonban Charles W. Gilmore 1914-ben Stegosaurus longispinusnak nevezett töredékes maradványokra bukkant Wyomingban, melyek a Kentrosaurus észak-amerikai fajához tartozhatnak.

### Nevezetes viták
1915-ben, Hennig leírást készített a Kentrosaurusról, de nem sokkal ezután vita alakult ki az állat nevével kapcsolatban, mivel az nagyon hasonlít a ceratopsida dinoszauruszok közé tartozó Centrosauruséra. A zoológiai nevezéktan szabályai szerint két állat neve nem lehet azonos. 1916-ban Hennig a nemet Kentrurosaurusra, Nopcsa Ferenc pedig Doryphorosaurusra nevezte át. Ha az átnevezés szükséges lett volna, Hennig neve elsőbbséget élvezne. Azonban, mivel a két név kiejtése eltérő, a Doryphorosaurus és a Kentrurosaurus feleslegessé váltak, a nem érvényes neve pedig a Kentrosaurus maradt.

## Ősbiológia

A Kentrosaurus és az ember méretének összehasonlítása

A Kentrosaurus kisebb volt, mint a Stegosaurus. A hossza elérte a 4,5 métert. Nyilvánvalóan kicsi volt egy stegosaurushoz képest.

### Táplálkozás
A Kentrosaurus és a többi stegosaurida növényevő volt. Más madármedencéjű dinoszauruszoktól eltérően a stegosauridák fogai az élelemmel való érintkezés jeleként kis, vízszintes élekkel voltak ellátva, az állkapcsuk pedig valószínűleg csak függőleges (le-fel) mozgásra volt képes. A Kentrosaurus egyedi, ásó alakú hátsó fogakkal, hét darabon pedig aszimmetrikus koronákkal rendelkezett. Ezek a fogak kevésbé voltak összetettek a többi stegosaurusénál. A Kentrosaurus nem legelhetett fűféléket, mivel ezek a növények csak a késő kréta korban fejlődtek ki, jóval azután, hogy ez az állat már kihalt. A stegosauridák a táplálkozásukkal kapcsolatos egyik elmélet szerint kis magasságban legeltek, lombokat és a virágtalan növények alacsonyan termő gyümölcseit fogyasztva. Az is lehet, hogy a Kentrosaurus felágaskodott a hátsó lábaira, hogy elérhesse a magasabb fákat.

### Páncélzat

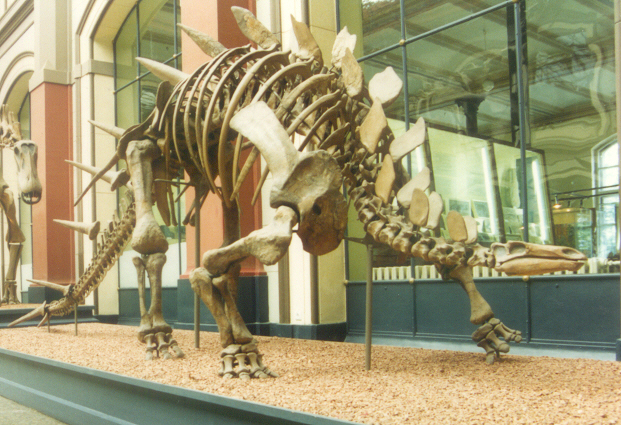
A Kentrosaurus csontváza a Berlini Egyetem Természetrajzi Múzeumában (Museum für Naturkunde, der Humboldt Universitat zu Berlin), melyen a tüskéket vitatott módon a vállak helyett a csípőnél helyezték el

A Kentrosaurus páncélzata is eltért a Stegosaurusétól. A nyaka mentén és a vállainál kis lemezek voltak, a háta többi részén és a farkán pedig több – jellemzően hat –, feltűnő, nagyjából 30 centiméteres faroktüskepár helyezkedett el. A többi stegosaurushoz, például az európai Lexovisaurushoz hasonlóan a lapockáiból egy további pár tüske meredt hátrafelé (amit a régebbi rekonstrukciókon a csípőhöz illesztettek). A Kentrosaurus kis tüskéi a Stegosaurus nagy lemezeitől eltérően nem lehettek alkalmasak a hőszabályzásra. A feladatuk inkább a jelzés vagy a védelem lehetett.
A Kentrosaurusra az Allosaurushoz és a Ceratosaurushoz hasonló theropodák vadászhattak. A Kentrosaurus többi stegosauridához hasonlóan a farkával oldalra csapkodva elháríthatta a támadásokat. Emellett az oldalsó tüskéi is segíthették a védekezésben.

### Testhelyzet
A Kentrosaurus egy másik fontos tulajdonságot tekintve is eltért a Stegosaurustól; hiányoztak a hátgerinc feltűnő tüskéi a csípő közelében és a farok területén, amik a Stegosaurus csigolyáihoz tartoztak. A combcsont hossza a láb többi csontjához viszonyítva azt jelzi, hogy a Kentrosaurus lassú és inaktív dinoszaurusz volt. Hátsó lábaira ágaskodva elérhette az ágakat és a leveleket, de általában teljesen négy lábon mozgott.

## Ősökológia

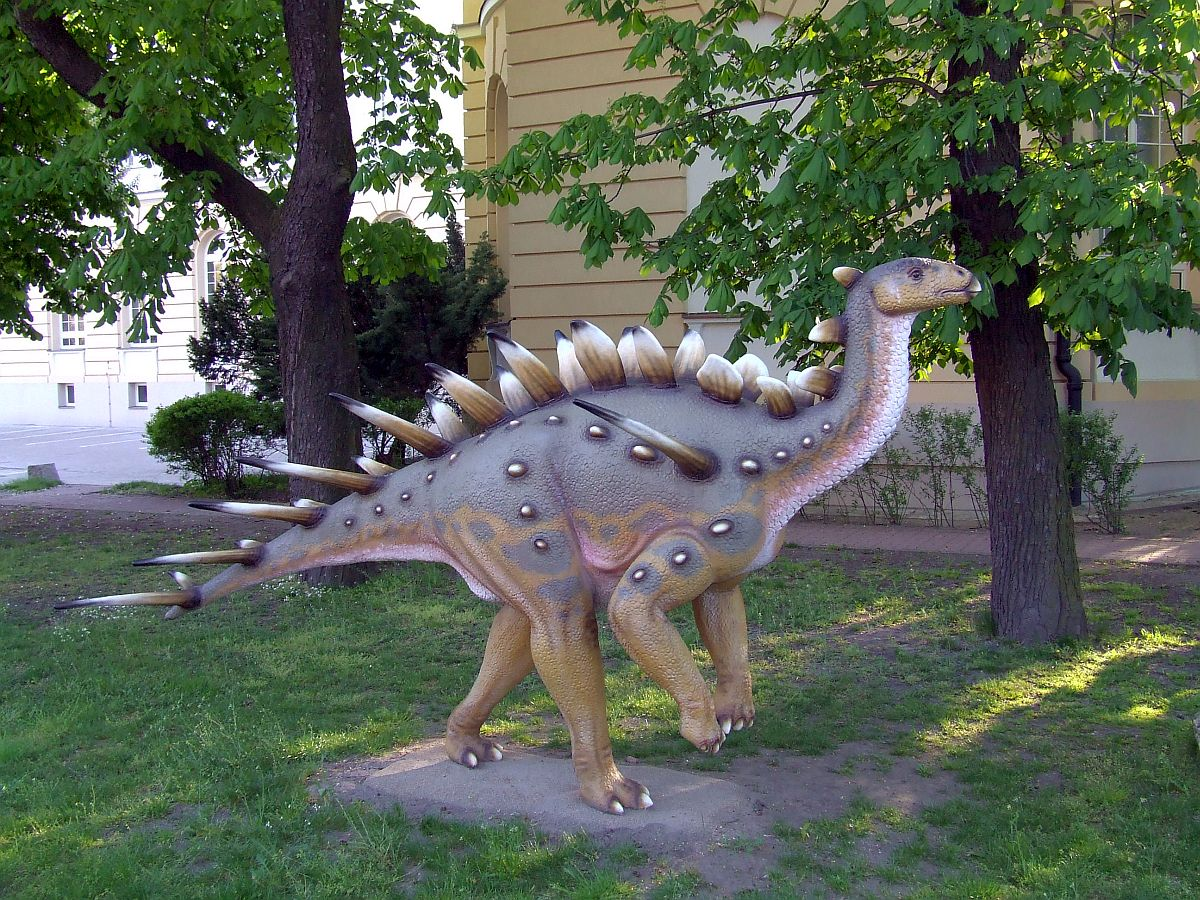
A Kentrosaurus hátsó lábakra ágaskodó modellje Varsóban

A Kentrosaurus fosszíliáit a Tendaguru-formációban, egy gazdag tanzániai csontmederben fedezték fel. A fosszíliák között két összetett csontváz és további elkülönült csontok kerültek elő, melyek felnőtt és fiatal példányoktól származtak. E fosszíliák a kimmeridge-i korszakban, 155,7 ± 4 – 150,8 ± 4 millió évvel ezelőtt jöttek létre.
A Kentrosaurus és a többi stegosaurus közötti hasonlóságok és különbségek jól illusztrálják a geológiai kontinensvándorlás elvét. A tanzániai Tendaguruban talált Kentrosaurus fosszíliák és az észak-amerikai stegosaurus fosszíliák közötti hasonlóságok azt bizonyítják, hogy a földgolyó e mára elkülönült pontjai valamikor egymás közelében helyezkedtek el, a geológusok által Pangeának elnevezett szuperkontinens darabjaiként, melynek északi része Laurázsia néven ismert. E két ponton az éghajlatnak nagyon hasonlónak kellett lennie ahhoz, hogy ennyire hasonló állatok fejlődjenek ki. Eközben a köztük levő különbségek azt mutatják, hogy e dinoszauruszok különféle ősei divergens evolúció révén fejlődtek, ahogy a két állatcsoport a tektonikus lemezek szétválása miatt elkülönült egymástól.

## Fordítás
- Ez a szócikk részben vagy egészben a Kentrosaurus című angol Wikipédia-szócikk ezen változatának fordításán alapul.  Az eredeti cikk szerkesztőit annak laptörténete sorolja fel. Ez a jelzés csupán a megfogalmazás eredetét és a szerzői jogokat jelzi, nem szolgál a cikkben szereplő információk forrásmegjelöléseként.